# Новокам'янка (Каховський район)
Новока́м'янка — село в Україні, у Таврійській міській громаді Каховського району Херсонської області. Населення становить 627 осіб.

## Історія
24 лютого 2022 року село тимчасово окуповане російськими військами під час російсько-української війни.
11 серпня 2022 року ЗСУ повідомили про вогневе ураження командного пункту 126 окремої бригади берегової охорони берегових військ ВМФ РФ в Новокам’янці.

## Населення

### Мова
Розподіл населення за рідною мовою за даними перепису 2001 року:
| Мова            | Кількість | Відсоток |
| --------------- | --------- | -------- |
| українська      | 587       | 93.62%   |
| російська       | 39        | 6.22%    |
| інші/не вказали | 1         | 0.16%    |
| Усього          | 627       | 100%     |